# Brittiska Hongkong
Brittiska Hongkong (engelska: British Hong Kong) var en brittisk kronkoloni i dagens Hongkong som existerade mellan 1841 och 1997, då kolonin överfördes till Folkrepubliken Kina.

## Historia
Innan britternas ankomst bodde det inte så många i Hongkong. Efter några krig blev Hongkong en brittisk kronkoloni. Kolonin bestod av tre territorier och uppstod stegvis efter Qingdynastins nederlag i det första opiumkriget 1842, då Daoguang-kejsaren avträdde ön Hongkong till drottning Victoria I "för all framtid" i fördraget i Nanking. 1860 avträdde Kina även halvön Kowloon till brittiska kronan och 1898 arrenderade Storbritannien de Nya territorierna på 99 år, varvid kolonin fick sin fulla utsträckning.
1941 ockuperades Hongkong av Japan och 1945 återfördes kolonin till Storbritannien.

## Ekonomi
Stabiliteten, säkerheten och den förutsägbara brittiska lagstiftningen möjliggjorde för Hongkong att på ett helt annat sätt än det kommunistiska Kina blomstra som ett centrum för internationell handel. De första decennierna var intäkterna från opiumhandeln en viktig inkomstkälla. Betydelsen minskade sedan, men Hongkong var beroende av opiumhandeln fram till Japans ockupation 1941. Fastän de största företagen var brittiska, amerikanska eller kontinentaleuropeiska, stod kinesiska arbetare för den största delen av arbetskraften.

## Galleri

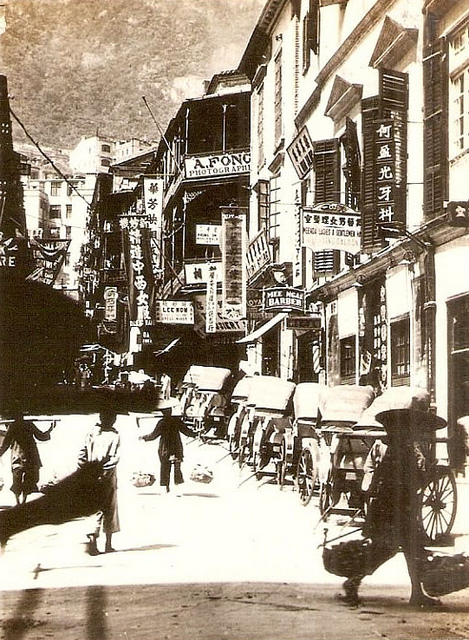
Brittiska Hongkong under 1930-talet.
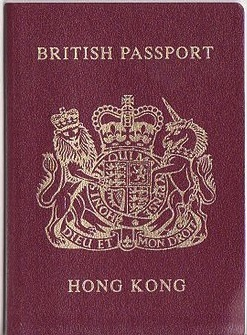
Brittisk pass utdelat till Hongkongmedborgare
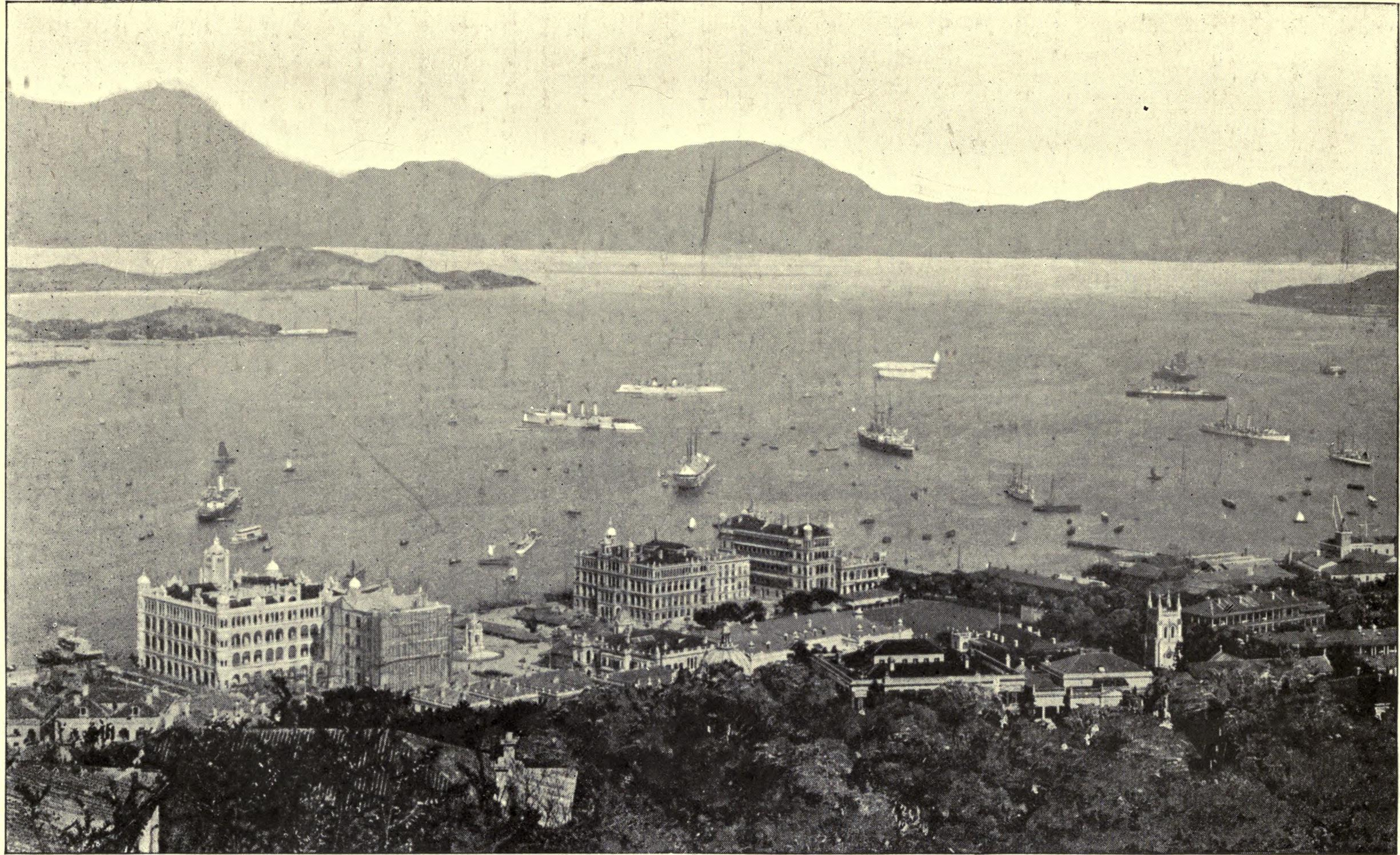
Victoria City under 1890-talet.